# گریسون مک‌کوچ
گریسون مک‌کوچ (به انگلیسی: Grayson McCouch) (زاده ۲۹ اکتبر ۱۹۶۸) بازیگر آمریکایی است.
از فیلم‌های معروف او می‌توان به بازی در آرماگدون اشاره کرد.